# Valanga marquesana
Valanga marquesana är en insektsart som beskrevs av Boris Petrovich Uvarov 1927. Valanga marquesana ingår i släktet Valanga och familjen gräshoppor. Inga underarter finns listade i Catalogue of Life.